# Похилько, Владимир Иванович
Владимир Иванович Похи́лько (7 апреля 1954 года, Москва ― 21 сентября 1998 года, Пало-Алто) ― советский и российский предприниматель и учёный-психолог. Специализировался в области взаимодействия человека и компьютера.

## Биография

### Ранние годы
Родился 7 апреля 1954 года в Москве. В 1982 году закончил факультет психологии МГУ. Был младшим научным сотрудником Московского медицинского института им. И. М. Сеченова. В 1984 году, совместно с женой Е. О. Федотовой, разработал русскую адаптацию психологической методики репертуарных решеток Дж. Келли. В 1985 году защитил диссертацию по теме «Индивидуальные системы значений как средство интерпретации результатов субъективного шкалирования в психометрике» на соискание учёной степени кандидата психологических наук.
В 1989 году Владимир Похилько стал сотрудником новой кафедры «Психология и инженерия знаний» факультета психологии МГУ (заведующий кафедрой — проф. Б. М. Величковский), где «заразил» многих молодых сотрудников этой кафедры идеей создания отдельного собственного коммерческого предприятия, которое бы занималось разработкой компьютерных психодиагностических методик. Спустя год, такое предприятие было создано; в 1990 году, вместе с А. Г. Шмелёвым, А. Л. Пажитновым и др., Похилько стал одним из основателей российской компании «Гуманитарные технологии».

### Тетрис
Владимир Похилько был другом создателя игры «Тетрис» Алексея Пажитнова. Сам же стал первым клиническим психологом, который проводил эксперименты с помощью этой игры. Похилько сыграл важную роль в последующем развитии и продвижении «Тетриса». Пажитнов был по образованию программистом, а Похилько — психологом. Похилько видел в игре потенциал для развлечения, обучения и психологического тестирования: таким образом, их интересы тесно переплелись друг с другом. Похилько уговорил Пажитнова не бросать уже готовую игру, а заняться её портированием на разные платформы. В одной из статей в журнале Форбс, опубликованной в 1999 году, он называется «соавтором видеоигры Тетрис».

### AnimaTek
В 1989 году Похилько и Пажитнов в Москве основали компанию AnimaTek и начали заниматься разработкой программного обеспечения по технологии 3D. Вместе они разработали ещё несколько игр: Welltris, Hatris и Wordtris (в Hatris Похилько даже присутствует в качестве персонажа). Все эти игры пытались повторить успешную формулу «Тетриса», но такого же успеха, как оригинал, не снискали. Но так или иначе, их игры раскупались, и в 1991 году тандем перебирается в Сан-Франциско. Там они открывают американское отделение студии AnimaTek, объединение становится международным. Разрабатывая программное обеспечение для компании INTEC (учредителями которой были они сами), они решили создать некую развлекательную программу для «людских душ». Так они пришли к идее об игре (или программе-игрушке) El-Fish, симулятора аквариума. Критики хвалили El-Fish за её чрезвычайно богатую графику, которая приближалась «к состоянию искусства», хотя и одновременно отмечали её неспособность поддерживать интерес игрока, поскольку после создания и наполнения аквариума практически прекращается какое-либо действие. Вскоре Пажитнов и Похилько также выпустили шутер от первого лица Ice & Fire.

### Смерть
В 1998 году AnimaTek испытывала большие финансовые трудности: на тот момент в ней работало около сотни сотрудников, около семидесяти из них — в Москве; Похилько был вынужден уволить больше половины из них.
По версии сотрудников полиции, 21 сентября 1998 года Похилько убил свою жену Елену Федотову (38 лет) и их сына Петра (12 лет), после чего покончил с собой. Незадолго до своей смерти Похилько написал записку. Полиция изначально не опубликовала содержание записки, сообщив, что она, по их мнению, была не предсмертной, и они не знали, кто был её автором. В 1999 году она была опубликована. В ней говорилось следующее:

- Меня съели заживо. Владимир. Помните, что я существую. Дьявол.Оригинальный текст (англ.)– I've been eaten alive. Vladimir. Just remember that I am exist. The davil.

### Публикации о самоубийстве
- Beer M., Fries J. Pushed past the brink. // SFGate, Sep. 24, 1998.
- Трагедия в Пало-Альто. // «Компьютерра», № 39 (267), 5 октября 1998.
- POLICE: Detail of Russian entreprenuer’s note reveals a tormented man. // Palo Alto Online, Jan 27, 1999.
- Хайт Г. Жуткое очарование игры Тетрис. // Проза.ру, 2014.
- Гессен М. Падение с американской горки.